# Davis (Califòrnia)
Davis és una població dels Estats Units a l'estat de Califòrnia. Segons el cens del 2007 tenia 64.938 habitants.

## Demografia
Segons el cens del 2000, Davis tenia 60.308 habitants, 22.948 habitatges, i 11.290 famílies. La densitat de població era de 2.228,2 habitants per km².
Dels 22.948 habitatges en un 26,4% hi vivien nens de menys de 18 anys, en un 38,3% hi vivien parelles casades, en un 8,2% dones solteres, i en un 50,8% no eren unitats familiars. En el 25% dels habitatges hi vivien persones soles el 5,2% de les quals corresponia a persones de 65 anys o més que vivien soles. El nombre mitjà de persones vivint en cada habitatge era de 2,5 i el nombre mitjà de persones que vivien en cada família era de 3.
Per edats la població es repartia de la següent manera: un 18,6% tenia menys de 18 anys, un 30,9% entre 18 i 24, un 27,1% entre 25 i 44, un 16,7% de 45 a 60 i un 6,6% 65 anys o més.
L'edat mediana era de 25 anys. Per cada 100 dones de 18 o més anys hi havia 87,8 homes.
La renda mediana per habitatge era de 42.454 $ i la renda mediana per família de 74.051 $. Els homes tenien una renda mediana de 51.189 $ mentre que les dones 36.082 $. La renda per capita de la població era de 22.937 $. Entorn del 5,4% de les famílies i el 24,5% de la població estaven per davall del llindar de pobresa.

## Poblacions properes
El següent diagrama mostra les poblacions més properes.

## Persones il·lustres
- George Tchobanoglous